# Toumast
Toumast (in der Sprache der Tuareg bedeutet dies Identität) ist eine Weltmusik-Gruppe aus Niger. Die Musik von Toumast ist eine Mischung traditioneller Gesänge der Tuareg mit E-Gitarre-Riffs aus Rock und Blues, die als „Tuareg Blues“ oder „Desert Blues“ bezeichnet wird. Der Musikstil von Toumast erinnert an ähnliche Bands, wie Ali Farka Touré, Tinariwen oder Tartit.

## Geschichte
Gegründet wurde Toumast von Moussa Ag Keyna zu Beginn der 1990er Jahre mit verschiedenen anderen Mitgliedern und ein zweites Mal mit Aminatou Goumar im Jahr 2006.

## Diskografie
- 2006: Ishumar
- 2009: Amachal

## Film
Im 2010 veröffentlichten Dokumentarfilm TOUMAST - entre Guitare et Kalashnikov von Dominique Margot werden die beiden Gruppenmitglieder Moussa und Aminatou über die Kultur und Musik der Tuareg interviewt.